# ガラス施工技能士
ガラス施工技能士（ガラスせこうぎのうし）とは、国家資格である技能検定制度の一種で、都道府県知事（問題作成等は中央職業能力開発協会、試験の実施等は都道府県職業能力開発協会）が実施する、ガラス施工に関する学科及び実技試験に合格した者をいう。
なお職業能力開発促進法により、ガラス施工技能士資格を持っていないものがガラス施工技能士と称することは禁じられている。
ガラス施工技能士は、職業訓練指導員 (サッシ・ガラス施工科)の実技試験免除資格となっている。

## 級別と実技試験内容
1級、2級の別があり、それぞれ定められた内容実技試験が行われる。制限時間は作業試験が3時間10分、1級のペーパーテストが1時間45分。
- 1級
  - 作業試験：与えられた試験台、図面等に基づいて、アルミサッシの組立て・取付け作業、板ガラスの切断・加工作業、板ガラスの方立工法・弾性シーリング工法・グレイジングガスケット工法による板ガラスの取付け作業、建築窓ガラス用フィルムの貼付け作業を行う。
  - ペーパーテスト：立面図、建具詳細図等に基づき、適正なガラスの寸法、ガラス工事に必要な工事費の算出及び住宅用アルミニウムサッシの取付けに必要な寸法の算定について行う。
- 2級：与えられた試験台、図面等に基づいて、アルミサッシの組立て・取付け作業、板ガラスの切断・加工作業、板ガラスの方立工法・弾性シーリング工法・グレイジングガスケット工法による板ガラスの取付け作業、建築窓ガラス用フィルムの貼付け作業を行う。